# Cirrus Aircraft
La Cirrus Aircraft Corporation (abans anomenada Cirrus Design Corporation) és una empresa aeronàutica especialitzada en el disseny i producció d'avionetes d'aviació general. Va ser fundada el 1984 pels germans Alan i Dale Klapmeier començant la producció d'avions en peces pel seu muntatge a casa. El juny de 2015 Cirrus havia entregat més de 6.000 aeronaus en 16 anys de producció, essent el líder mundial en el seu segment de mercat des del 2013.

## Llista d'avions de Cirrus
- Cirrus SR20
- Cirrus SR22